# Caenonetria
Caenonetria là một chi nhện trong họ Linyphiidae.